# Мараліха (Краснощоковський район)
Маралі́ха (рос. Маралиха) — село у складі Краснощоковського району Алтайського краю, Росія. Адміністративний центр Мараліхинської сільської ради.

## Населення
Населення — 1797 осіб (2010; 2051 у 2002).
Національний склад (станом на 2002 рік):
- росіяни — 91 %